# MIADIT
Le MIADIT Carabinieri (Missione Addestrativa Italiana) sono delle missioni militari all'estero dell'Arma dei Carabinieri, dove dal 2013 reparti dell'Arma, detti unità addestrative, svolgono cicli di addestramento in favore delle forze di sicurezza e/o di polizia del paese ospitante o di paesi limitrofi.

## Storia

### Gibuti e Somalia
La missione bilaterale di addestramento delle forze di polizia somale e gibutiane nasce nel 2013 a seguito di un accordo fra lo stato italiano, quello somalo e quello gibutiano, volto a favorire la stabilità e la sicurezza della Somalia, del Gibuti e dell’intera regione del Corno d'Africa, accrescendo le capacità nel settore della sicurezza e del controllo del territorio da parte delle forze di polizia somala della Gendarmeria e della polizia della Repubblica di Gibuti, principalmente nei settori della sicurezza e del controllo del territorio.
Il contributo è totalmente fornito dall'Arma dei Carabinieri che svolge l'attività addestrativa all'interno della Base militare italiana di supporto "Amedeo Guillet" con un'unità addestrativa, articolata su un reparto della consistenza di un reggimento, composto da militari della 1ª Brigata mobile, del 1º Reggimento paracadutisti "Tuscania", del 7º Reggimento "Trentino-Alto Adige" e del 13º Reggimento "Friuli Venezia Giulia", nonché personale della divisione unità specializzate e dell'organizzazione territoriale.
La MIADIT intrattiene anche stretti rapporti con la missione dell'Unione europea EUCAP Somalia.

### Palestina
Nel 2012 il Ministero degli affari esteri italiano effettua un accordo con l'omologo ministero dell'Autorità Nazionale Palestinese al fine di ricevere il supporto dell’Arma dei Carabinieri per addestrare le Forze di sicurezza interna.
Viene istituita così la Missione Addestrativa Italiana (MIADIT) in Palestina, presso Gerico. La prima edizione della missione si è svolta nel periodo aprile – giugno 2014, con un'unità addestrativa articolata su un reggimento dell'Arma dei Carabinieri, composto da militari della 1ª Brigata mobile, del 1º Reggimento paracadutisti "Tuscania", del 7º Reggimento "Trentino-Alto Adige" e del 13º Reggimento "Friuli Venezia Giulia", nonché personale della divisione unità specializzate e dell'organizzazione territoriale.
La missione è articolata su due cicli annuali di 12 settimane ciascuno ed è ripresa, dopo un anno e mezzo di interruzione a causa della pandemia di COVID-19. Al febbraio 2022, sono stati addestrati un totale di 3800 uomini delle Forze di Polizia palestinesi.
Il 14 ottobre 2023 il Ministro della Difesa, Crosetto, ha disposto l'immediato ritiro dei Carabinieri impegnati nella MIADIT in Palestina "a causa del deterioramento della situazione sul terreno".
Nel novembre 2024, con il ritorno in Teatro Operativo di un contingente di 10 militari dell’Arma dei Carabinieri, è ripresa a Gerico (Cisgiordania) l’attività di training della Missione bilaterale MIADIT Palestina a favore delle Forze di Polizia palestinesi.

## Compiti
I compiti principali delle MIADIT sono:
- l’addestramento delle Forze di Sicurezza locali, consistente nell’addestramento al tiro, nell’apprendimento delle tecniche di polizia, della gestione dell’ordine pubblico, delle tecniche investigative, nella protezione del patrimonio culturale;
- la promozione di un approccio sistemico verso i territori, in sinergia con gli sforzi e le iniziative poste in essere dagli enti della comunità internazionale;
- concorrere alla creazione delle condizioni migliori per la stabilizzazione dei territori in cui la missione è dispiegata;
- incrementare la presenza e l’influenza nazionale nell’area, sul piano bilaterale e delle principali organizzazioni internazionali di riferimento.

## Comandanti

### Gibuti e Somalia
- MIADIT 1: Ten.Col. Guido Ruggeri (12.01.2013 - 18.04.2013)
- MIADIT 2: Col. Paolo Pelosi (25.08.2014 - 19.12.2014)
- MIADIT 3: Col. Paolo Pelosi (13.02.2015 - 27.05.2015)
- MIADIT 4: Col. Filippo Calisti (08.09.2015 - 19.12.2015)
- MIADIT 5: Col. Renato Chicoli (09.03.2016 - 26.06.2016)
- MIADIT 6: Col. Marco Di Stefano (26.08.2016 - 13.12.2016)
- MIADIT 7: Col. Mauro Isidori (09.02.2017 - 10.06.2017)
- MIADIT 8: Col. Mauro Isidori (28.08.2017 - 28.01.2018)
- MIADIT 9: Col. Mauro Isidori (09.02.2018 - 27.05.2018)
- MIADIT 10: Col. Vincenzo Giglio (23.08.2018 - 14.12.2018)
- MIADIT 11: Col. Vincenzo Giglio (22.01.2019 - 08.04.2019)
- MIADIT 12: Col. Mario Ligi (22.08.2019 - 15.12.2019)
- MIADIT 13: Col. Mario Ligi (08.01.2020 - 04.04.2020)
- MIADIT 14: Col. Giuseppe Corso (27.01.2021 - 15.05.2021)
- MIADIT 15: Col. Nicola Mangialavori (07.09.2021 - 24.12.2021)
- MIADIT 16: Col. Ruggiero Capodivento (22.01.2022 - 31.05.2022)[14]
- MIADIT 17: Col. Pier Vittorio Romano (settembre - dicembre 2022)
- MIADIT 18: Col. Luciano Calabrò (febbraio - giugno 2023)
- MIADIT 19: Col. Luciano Calabrò (ottobre - dicembre 2023)
- MIADIT 20: Col. Maurizio Mele (febbraio - maggio 2024)
- MIADIT 21: Col. Fabio Coppolino (settembre - dicembre 2024)
- MIADIT 22: Col. Fabio Coppolino (gennaio - maggio 2025)

### Palestina
- MIADIT 1: Col. Massimo Mennitti (aprile - giugno 2014)
- MIADIT 2: Col. Filippo Calisti (febbraio - aprile 2015)
- MIADIT 3: Col. Marco Di Stefano (settembre - dicembre 2015)
- MIADIT 4: Col. Marco Di Stefano (febbraio - maggio 2016)
- MIADIT 5: Col. Guido Ottavio Di Vita (settembre - dicembre 2016)
- MIADIT 6: Col. Guido Ottavio Di Vita (marzo - maggio 2017)
- MIADIT 7: Col. Filippo Calisti (settembre - dicembre 2017)
- MIADIT 8: Col. Roberto Angelo Tortorella (febbraio - maggio 2018)
- MIADIT 9: Col. Michele Facciorusso (settembre - dicembre 2018)
- MIADIT 10: Col. Filippo Calisti (gennaio - aprile 2019)
- MIADIT 11: Col. Filippo Calisti (settembre - dicembre 2019)
- MIADIT 12: Col. Angelo Cuneo (gennaio - maggio 2020)
- MIADIT 13: Col. Marco Di Stefano (ottobre - dicembre 2021)[11]
- MIADIT 14: Col. Marco Di Stefano (gennaio - aprile 2022)
- MIADIT 15: Col. Giuliano Polito (novembre - dicembre 2022)
- MIADIT 16: Col. Giuliano Polito (settembre - ottobre 2023)
- MIADIT 17: Col. Claudio Cappello (febbraio - attuale 2025)

## Galleria d'immagini

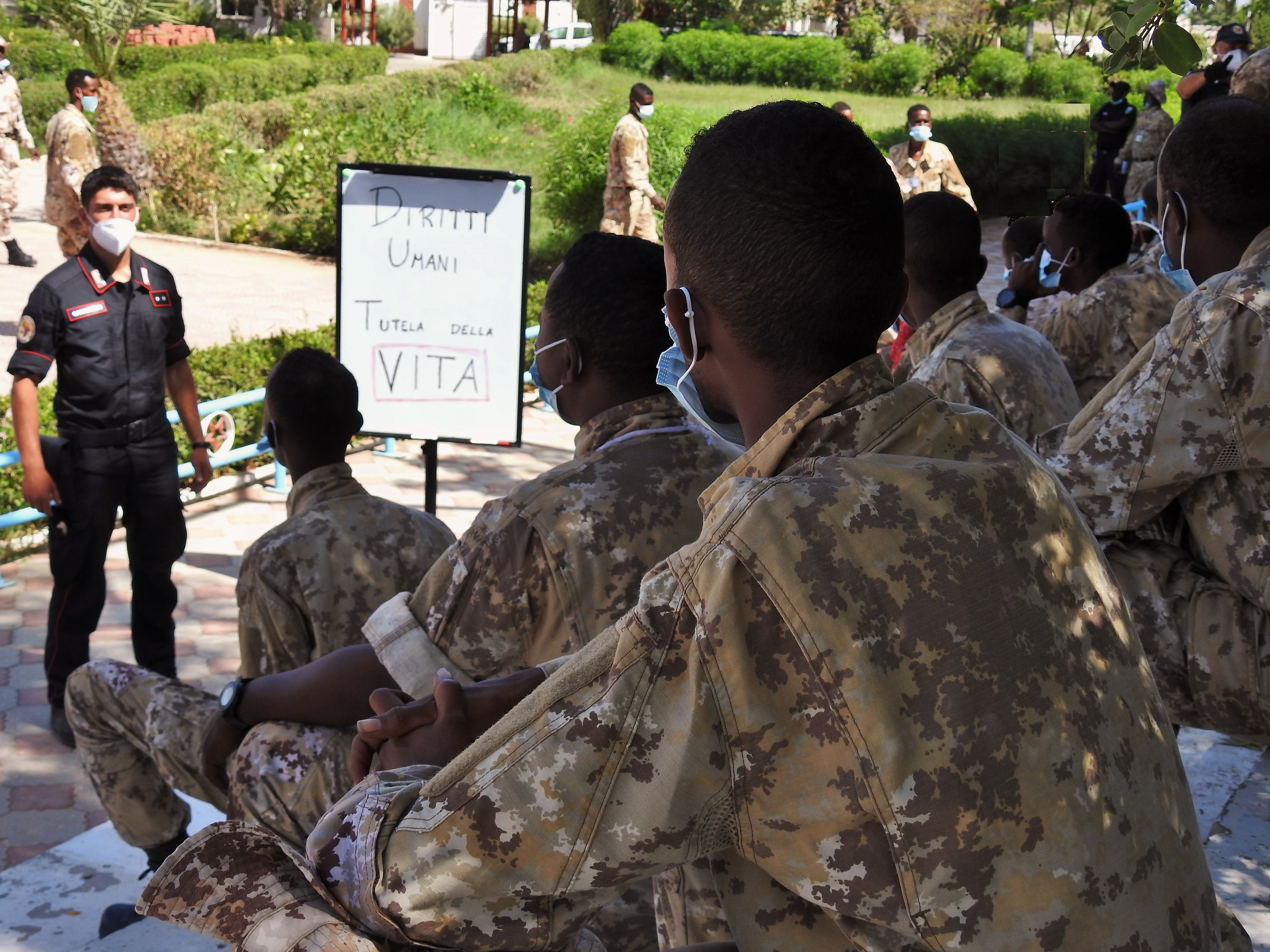
MIADIT Somalia - Lezioni al personale delle locali forze di polizia (2021).
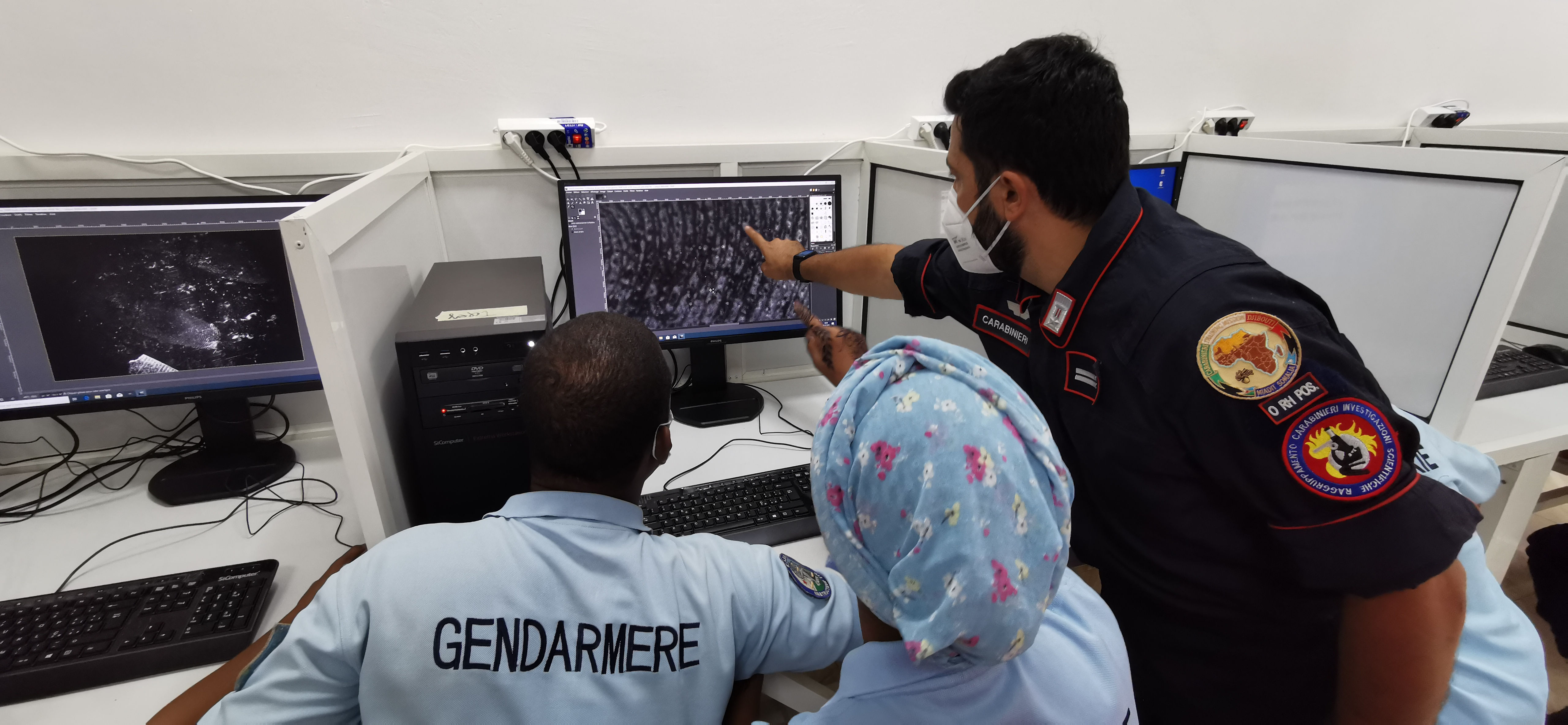
MIADIT Somalia - Attività di addestramento alle indagini con personale RaCIS (2021).
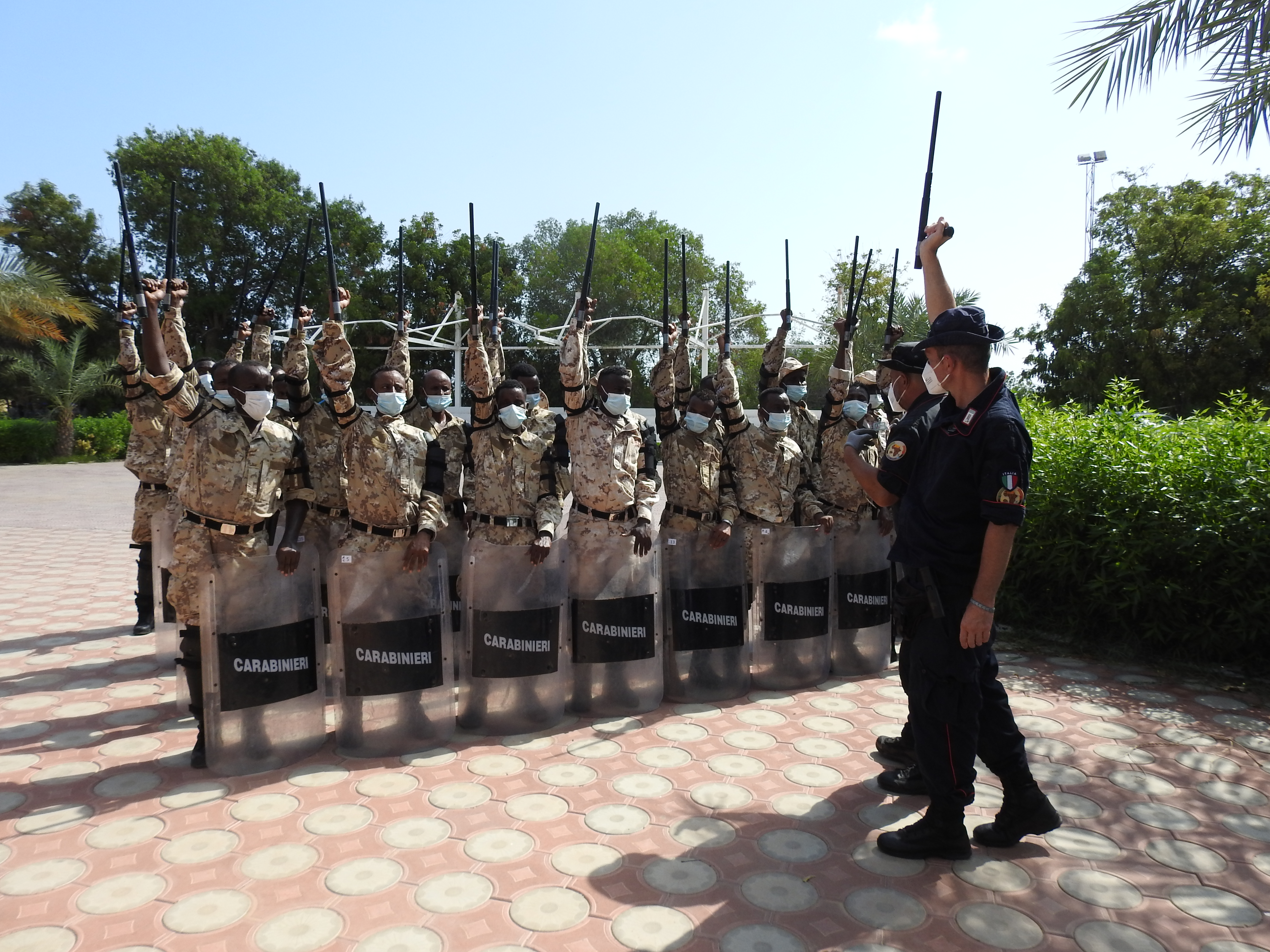
MIADIT Somalia - Attività di addestramento di ordine pubblico (2021).
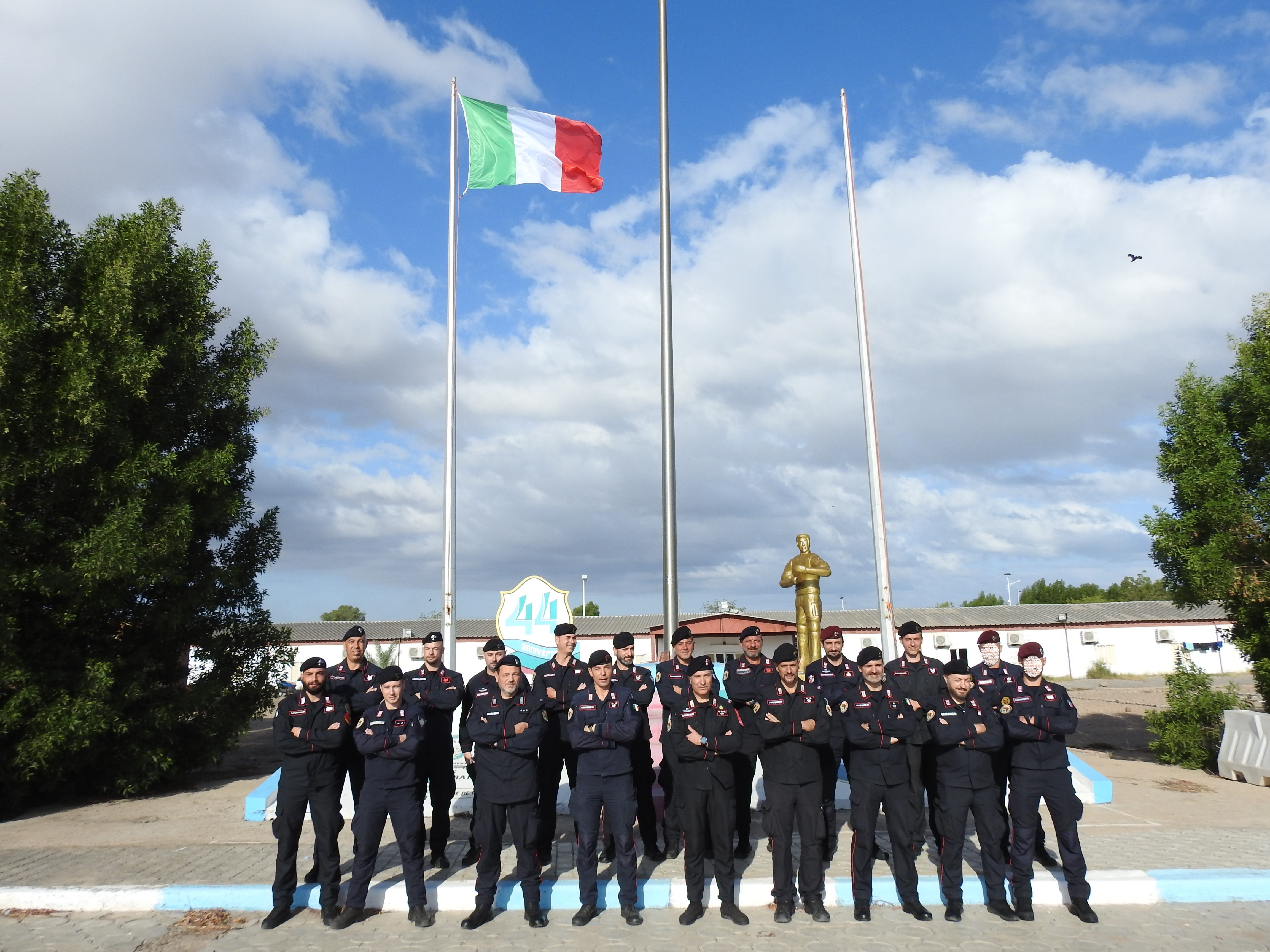
MIADIT Somalia - personale appartenente all'unità addestrativa dell'Arma dei Carabinieri alla Base militare italiana di supporto "Amedeo Guillet".
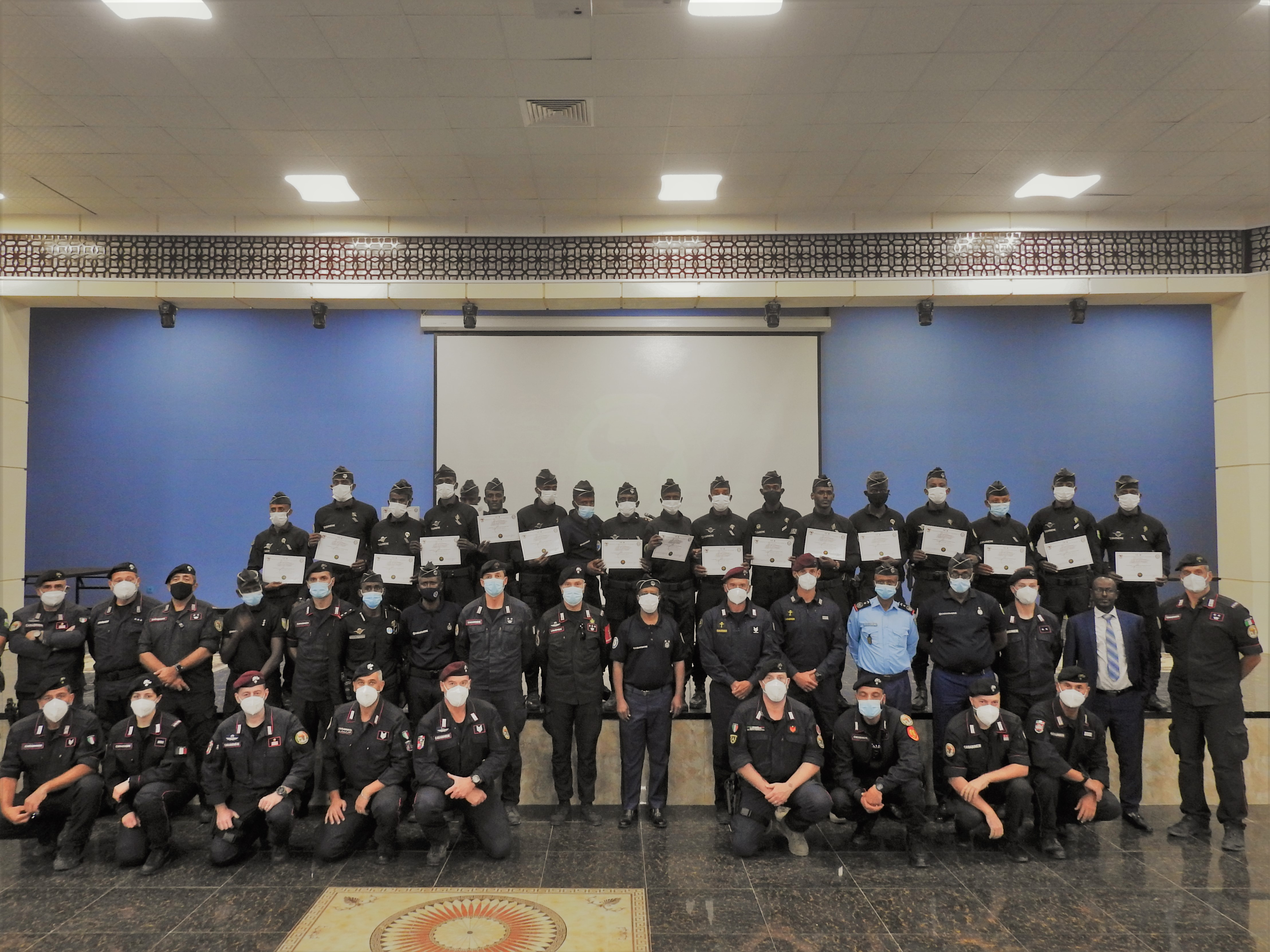
MIADIT Somalia - cerimonia di fine corso con personale del GIGN della gendarmeria gibutiana.
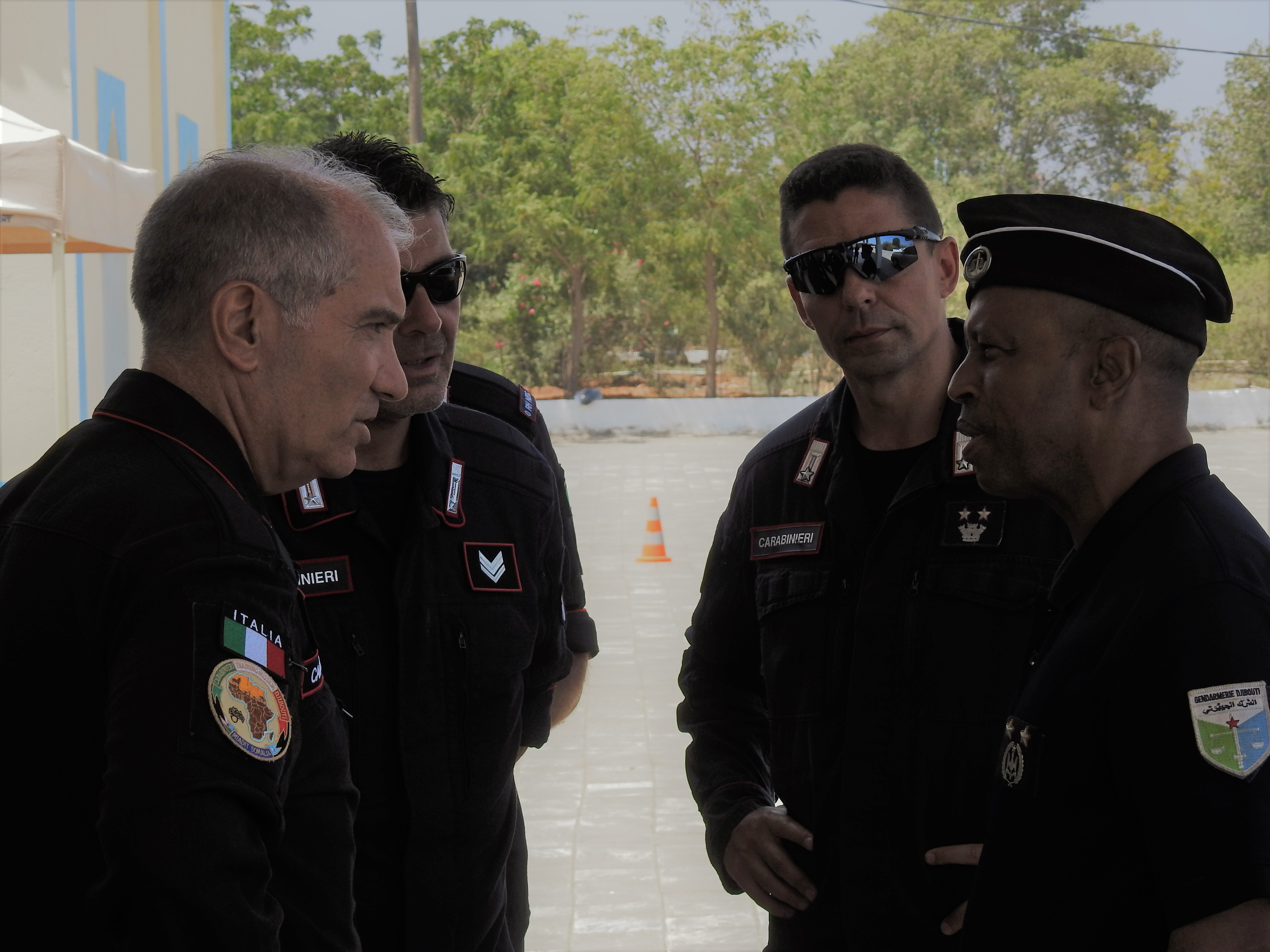
MIADIT Somalia - il comandante della missione, Col. Ruggiero Capodivento con il capo di stato maggiore della gendarmeria gibutiana.

## Riferimenti normativi
- Accordo Italia/Somalia in materia di cooperazione nel settore difesa (17/09/2013, rat. Legge del 19/04/2016 nº 64).